# Покаянные книги
Покаянные книги (лат. Poenitentiale, Paenitentia, пенитенциал) — сборники, содержащие перечни грехов и соответствующих им епитимий, использовавшиеся в практике «тарифного» покаяния. Впервые появились в ирландских и британских монастырях в VI веке. Покаянные книги ценны как источник знаний не только об истории таинства покаяния, но и для истории повседневной жизни в Средние века. В византийской традиции они назывались канонариями, на Руси — епитимийниками. Особые предписания в покаянных книг были для всех категорий грешников — мужчин, женщин и детей, лиц духовного звания и мирян, королей, воинов и рабов. Рассматриваемые прегрешения охватывали весь спектр возможностей: насильственные действия, воровство, разного рода сексуальные действия. Авторы таких книг принимали во внимание масштаб совершённого нарушения и связанные с личностью грешника обстоятельства, включая его возраст пол и социальный статус.

## Исторический обзор
Распространение христианства среди кельтов после ухода с Британских островов Римской империи началось с назначения Палладия папой Целестином I епископом Ирландии. В силу того, что Ирландия была преимущественно сельской, традиционная для римской церкви организация с лидерами-епископами оказалась не эффективной. Фактически, кельтская церковь была монашеской, бенедиктинской с сильным влиянием египетской и сирийской традиций. С учётом местной специфики, покаяние, однако, осуществлялось не раз в жизни публично, а приватно и часто. Перечень основных грехов был заимствован у известного теоретика монашества Иоанна Кассиана: чревоугодие, прелюбодеяние, алчность, гнев, уныние, печаль, тщеславие и гордыня. Для помощи пастырям в наставлении душ грешников в Уэльсе и Ирландии во второй половине VI веке были созданы первые сборники, включая пенитенциалы Гильды и Финниана (пенитенциал Финниана). Вероятно они, как и ряд других, опирались на каноны поместных соборов в V—VII веков. На континенте в начале VII века получил распространение основанный на ирландских образцах пенитенциал святого Колумбана, на основе которого были созданы Paenitentiale Bobbiense I, Burgundianum, Parisiense II и другие. Подробный ирландский пенитенциал Куммиана составлен примерно в середине VII века. Некоторые книги касались только монахов и клириков, другие распространялись и на светских лиц.
Известно большое число англо-саксонских покаянных книг, составление которых приписывается Феодору Кентерберийскому, Беде Достопочтенному (пенитенциал Беды) и Эгберту Йоркскому (пенитенциал Эгберта). Наиболее популярный из них, датируемый в диапазоне от конца VII века до середины VIII века пенитенциал Феодора, сохранился во множестве редакций. Некоторые рукописи объединяют предписания из различных пенитенциалов (особенно трёхчастные, poenitentialia tripartita) или дополняют их статьями из сборников канонического права. Такие книги часто присоединялись к литургическим сборникам Ordines Romani. Сохранившиеся покаянные книги Испании датируются IX—X веками (Paenitentiale Silense, Albeldense, Cordubense). Самый ранний римский пенитенциал Paenitentiale Vaticanum датируется X веком.
К началу IX века знание пенитенциалов стало обязательным для приходских священников. Новый этап развития покаянных книг был связан с церковными реформами в Каролингской империи. На поместных соборах поднимался вопрос о противоречиях в различных покаянных книгах, присуждавших разные епитимии за одно и то же прегрешение. Шалонский собор 813 года постановил уничтожить сборники сомнительного происхождения. Парижский собор 829 года предложил полностью отказаться от использования анонимных пенитенциалов, поскольку их предписания противоречат каноническому праву, а те из них, которые содержат заблуждения, предать огню. Вероятно, в связи с этим архиепископ Эббон Реймсский обратился к епископу Камбре Халитгару с просьбой составить для пресвитеров его диоцеза пенитенциал, основанный на авторитетных канонах. Халитгар откликнулся на просьбу и составил канонический сборник De Paenitentia в 6 книгах, первые 5 из которых содержали выдержки из патристических сочинений, постановлений соборов и папских декреталий, а 6-я книга представляла собой классический пенитенциал. Хотя Халитгар старался точно указать происхождение своих сведений (основными среди них были сборники Григория Великого, Юлиана Померия и Дионисия-Адриана и Дахериана), в дальнейшем вопрос его источников стал предметом многочисленных споров. На сборнике Халитгара основан Collectio canonum quadripartita.
В рамках тенденции к упорядочиванию покаянной практики появились сборники архиепископа Майнцкого Рабана Мавра, аббата Регино Прюмского и епископа Бурхарда Вормского (в качестве 19-й книги Liber decretorum). Их сборники включали только предписания из прошедших временем пенитенциалов. В период григорианской реформы критика покаянных книг возобновилась, и Пётр Дамиани задавался вопросом происхождения канонов в пенитенциале Бурхарда и авторитета сравнительно с предписаниями пап и соборов. Начиная с XII века пенитенциалы начали выходить из употребления в связи с появлением традиции сакраментальной исповеди. Новые руководства (суммы) для исповедников (Summa confessorum, Summa de Paenitentiae) помимо классификации грехов содержали также наставления и рассуждения по различным аспектам христианского брака и другим вопросам. Одним из первых образцов такого типа покаянных книг является «Liber Poenitentialis» Алана Лилльского.
После Тридентского собора усилился интерес к историческому обоснованию церковных таинств, в том числе покаяния. В 1582 году архиепископ таррагонский Антоний Августин, один из авторов («Correctores Romani») обновлённого Corpus juris canonici, подготовил «Poenitentiale Romanum».

## Историография
Автором первого исторического исследования таинства покаяния и покаянных книг был ораторианский монах Жан Морен («Commentarius historicus de disciplina in administratione sacramenti poenitentiae tredecim primis seculis in ecclesia occidentali, et huc usque in orientali observata, in decem libros distinctos», 1651). Основоположником научного изучения пенитенциалов считается немецкий юрист Герман Вассершлебен («Die Bussordnungen der abendlandlichen Kirchen», 1851). Значительное число текстов издал его соотечественник Герман Шмитц («Die Bussbücher und die Bussdisziplin der Kirche», 1883). Шмитц придерживался теории, к тому времени уже не очень популярной, а затем отвергнутой, о римском происхождении практики тайной исповеди, восходящей к древнему неизвестному римскому пенитенциалу. Вассершлебен, напротив, полагал, что «римский» в данном контексте относится не к какому-то определённому тексту, а к наиболее авторитетным из принятых в западной церкви практиках. В 1963 году полный корпус ирландских пенитенциалов издал Людвиг Билер. Дэниел Бинчи дополнил его работу текстами и таблицами на древнеирландском языке. Труды Бинчи, в свою очередь, вдохновили в 1977 году Раймунда Котье на запуск крупного исследовательского проекта по исследованию континентальных средневековых правовых документов. Его итогом стал выход в 1984 году новых текстов в латинской серии Corpus Christianorum («Paenitentialia minora Franciae et Italiae saeculi VIII—IX»).